# ويليام جاي سايمور
ويليام جاي سايمور (بالإنجليزية: William J. Seymour)‏ هو داعية أمريكي، ولد في 2 مايو 1870 في أكاديانا ‏ في الولايات المتحدة، وتوفي في 28 سبتمبر 1922 في لوس أنجلوس في الولايات المتحدة بسبب قصور القلب.

## وصلات خارجية
- ويليام جاي سايمور على موقع الموسوعة البريطانية (الإنجليزية)